# Tržič, Dobrepolje
Tržič je naselje v Občini Dobrepolje.